# Lisa Westerhof
Lisa Westerhof (2 listopada 1981 w Bosch en Duinm) – holenderska żeglarka startująca w klasie 470, brązowa medalistka olimpijska, dwukrotna mistrzyni świata.
Brązowa medalistka igrzysk olimpijskich w 2012 roku w klasie 470 (razem z Lobke Berkhout). Złota medalistka mistrzostw świata w 2009 i 2010 roku, oraz brązowa medalistka mistrzostw świata w 2012 wspólnie z Berkhout. Złota medalistka mistrzostw świata klasy Optimist w 1996.
Srebrna medalistka mistrzostw globu w 2002 roku wspólnie z Margriet Matthijsse